# Jan Hauke
Jan Hauke (ur. 1 października 1952 w Zagórowie) – polski matematyk i geograf społeczno-ekonomiczny, doktor habilitowany nauk matematycznych, specjalizuje się w algebrze macierzy,  statystyce i jej zastosowaniach  oraz badaniach regionalnych, nauczyciel akademicki, profesor nadzwyczajny Uniwersytetu im. Adama Mickiewicza w Poznaniu.

## Życiorys
Studia z matematyki ukończył na poznańskim Uniwersytecie im. Adama Mickiewicza (UAM) w 1976  i na tej uczelni w 1984 uzyskał stopień doktora na podstawie pracy Rozkłady form kwadratowych, przygotowanej pod kierunkiem prof. Radosława Kali. W latach 1975–1994 był zatrudniony na Akademii Rolniczej w Poznaniu (obecnie Uniwersytet Przyrodniczy), a od roku 1993 związany jest z Wydziałem Geografii Społeczno-Ekonomicznej i Gospodarki Przestrzennej UAM, który do roku 2019 miał rangę instytutu. Habilitował się w 2014 na Uniwersytecie im. Pawła Szafaryka w Koszycach (Słowacja) na podstawie oceny dorobku naukowego zebranego w pracy pt. Partial orderings and preorderings on the sets of matrices. Jest autorem i współautorem ponad 100 artykułów naukowych oraz prac  publikowanych m.in. w „Linear Algebra and its Applications” oraz „Geographical Analysis”, z zakresu zarówno matematyki, statystyki i jej zastosowań, jak i geografii społeczno-ekonomicznej i będących rezultatem współpracy z innymi naukowcami, m.in. z USA (Ch. Johnson, D. Griffith), Niemiec (J. Gross), Finlandii (S. Puntanen).

## Odznaczenia
- Medal Komisji Edukacji Narodowej
- Złoty Medal za Długoletnią Służbę[7]